# Bourguignon-sous-Coucy

Bourguignon-sous-Coucy este o comună în departamentul Ain, Franța. În 1 ianuarie 2022 avea o populație de 104 de locuitori.